# 239-й гвардейский стрелковый полк
239-й гвардейский стрелковый Гданьский Краснознамённый полк — воинская часть Сухопутных войск Советской Армии, сформированная в 1940 году в составе 157-й стрелковой дивизии (с 1 марта 1943 года — 76-я гвардейская стрелковая дивизия). До присвоения полку звания гвардейского именовался 716-й стрелковый полк.

## Достижения
За время Великой Отечественной войны полк уничтожил около 7,5 тыс. солдат и офицеров противника, 54 танка, 64 орудия, 37 миномётов, около 230 пулемётов; было взято в плен 5600 немецких военнослужащих, захвачено 130 орудий и миномётов, 2 железнодорожных эшелона, 60 паровозов, около 500 вагонов, 360 автомашин, 14 различных складов с боеприпасами и горючим.
9 мая 1945 года 239-му гвардейскому стрелковому полку было доверено нести комендантскую службу на встрече между Маршалом Советского Союза Рокоссовским К. К. и английским фельдмаршалом Монтгомери.

## Расформирование
Приказом командующего Воздушно-десантными войсками СССР № 0051 от 14 июня 1946 года 239-й гвардейский стрелковый Гданьский Краснознамённый полк был расформирован.

## Командиры полка
- полковник Соцков, Дементий Яковлевич (-20.10.1941)
- майор Калинин, Иван Антонович (-16.01.1942)
- майор Басинский, Павел Григорьевич (01.1942-08.05.1942)
- майор Иванов, Георгий Денисович (05.1942-02.02.1943)
- гвардии полковник Андрусенко, Корней Михайлович (1943-1944)
- гвардии подполковник Горб, Максим Гаврилович (28.03.1944-31.08.1946)

командир миномётной роты Котов, Алексей Игнатьевич, гвардии капитан (1943-1945)

## Отличившиеся воины
Герои Советского Союза.
- Александров, Никита Алексеевич, агитатор полка.
- Андреев, Николай Михайлович. командир отделения.
- Андрусенко, Корней Михайлович, командир полка.
- Бахарев, Пётр Михайлович, комсорг батальона.
- Баранов, Михаил Павлович, автоматчик.
- Гендреус, Генрих Иосипович, командир отделения.
- Ермаков, Афанасий Иванович, пулемётчик полка.
- Закиров, Ахмет Закирович, командир взвода.
- Иванкин, Юрий Петрович, стрелок.
- Кирик, Иван Васильевич, командир отделения.
- Кострикин, Владимир Михайлович, командир отделения.
- Лактионов, Пантелей Борисович, командир пулемётной роты.
- Лапушкин, Филипп Семёнович, командир отделения.
- Личинко, Александр Сергеевич, командир отделения.
- Маслов, Анатолий Павлович, стрелок.
- Слобоцков, Михаил Михайлович, наводчик пулемёта.
- Тарнопольский, Абрам Исаакович, командир батальона.
- Хомрач, Владимир Гаврилович, командир миномётного расчёта.
- Хромых, Василий Петрович, командир батальона.

 Кавалеры ордена Славы трёх степеней.
- Чугай, Александр Иванович, гвардии ефрейтор, разведчик 239 гвардейского стрелкового полка. Погиб в бою 19 марта 1945 года